# Arhopalus syriacus
Arhopalus syriacus é uma espécie de insetos coleópteros polífagos pertencente à família Cerambycidae.
A autoridade científica da espécie é Reitter, tendo sido descrita no ano de 1895.
Trata-se de uma espécie presente no território português.